# Бамбры
Познанские бамбры или просто бамбры (также бамбергцы), женский род — бамберка (пол. Poznańskie Bambry, нем. Posener Bamberger) — поляки, которые частично произошли от немцев, мигрировавших из области Бамберг (Верхняя Франкония, Германия) в деревни, окружающие Познань, Польша. Они поселились в деревнях, которые были разрушены во время Северной войны и последующей эпидемии холеры, в том числе:
- 1719 — в Любони
- 1730 — в Дембце, Ежице, Виньярах и Бонине
- 1746—1747 — в Ратае и Вильде
- 1750—1753 — в Ежице и Гурчине

Согласно указу короля Августа II 1710 года, все вновь прибывшие иностранные поселенцы в Речи Посполитой должны были быть католиками. Согласно сохранившимся документам, в составе той волны мигрантов в Польшу тогда от 450 до 500 мужчин и женщин, однако, согласно более поздним документам, это число могло достигать 900 человек в составе четырёх волн миграции.
Полонизация этих переселенцев была добровольной и произошла в пределах одного-двух поколений. Дети поселенцев выучили польский язык. Среди них было много смешанных браков с поляками, проживавшими в этом районе. В конце XIX века, во время борьбы Пруссии с влиянием католической церкви, все католики в деревнях, населенных поселенцами, во время прусской и германской переписей населения указали польскую национальность.
В конце XIX века значение слова «бамбер» (форма единственного числа; женский род «бамберка») стало шире — оно стало обозначать всех людей, живущих в этих деревнях, независимо от их этнического или культурного происхождения. Многие из бамбров служили в польских частях, участвовавших в великопольском восстании. Во время немецкой оккупации Польши большинство бамбров, как и большинство поляков в целом, подвергались преследованиям за свою польскую принадлежность. После Второй мировой войны, напротив, власти какое-то время подозревали их в сотрудничестве с немцами.
С приходом демократии в Польше в 1989 году началось возрождение бамберской культуры. Самый известный аспект этой культуры — богатые женские платья.